# Jacques Chapiro
 (juillet 2016).
Si vous disposez d'ouvrages ou d'articles de référence ou si vous connaissez des sites web de qualité traitant du thème abordé ici, merci de compléter l'article en donnant les références utiles à sa vérifiabilité et en les liant à la section « Notes et références ».
Jacques Chapiro, né le 19 juin 1897 à Dunebourg (Dvinsk) en Russie (maintenant Daugavpils en Lettonie) et mort à Paris 13e le 11 décembre 1972, est un artiste-peintre français d'origine russe, de l'École de Paris.

## Biographie
Jacques Chapiro, fils d'un sculpteur sur bois, commence son éducation artistique en 1897. Il entre à l'école des beaux-arts de Kharkov en 1915 puis à celle de Kiev en 1918. En 1921, il étudie à l'École des beaux-arts de Petrograd. Il est employé comme aide-décorateur par Meyerhold, metteur en scène du théâtre constructiviste. Il travaille ensuite dans le milieu du théâtre pour Stanislavski et Vakhtangov. 
En 1925, Chapiro quitte la Russie pour Paris et s'installe dans la cité de la Ruche pendant les cinq années qui suivent, où il côtoie Chaïm Soutine. Dans les années 1930, il a peint plusieurs portraits, qui pour l'expressivité et l'iconographie (chaise, la torsion de la face, l'utilisation de couleurs très vives) anticipent les peintures de Francis Bacon. Certains[Lesquels ?] historiens de l'art ont également souligné à plusieurs reprises le lien étroit entre la peinture de Vincent Van Gogh, Soutine et Chapiro.
En 1939, Jacques Chapiro se réfugie à Carpentras, puis à Serres dans les Hautes-Alpes. La guerre terminée, il visite l'Italie avant de rentrer définitivement à Paris où il entreprend la rédaction de son récit anecdotique sur la vie quotidienne des artistes de la Ruche. Opposé au projet de démolition de la Ruche en 1967, il fonde aux côtés de Marc Chagall un comité de sauvegarde et obtiendra la préservation de ce haut lieu parisien.

## Collections publiques
Les œuvres de Chapiro sont conservées dans différents musées aux États-Unis (Chicago), en Russie (Moscou), en France (Paris, Jeu de Paume), au Royaume-Uni (Leeds Museum), et en Suisse (Paysage animé, Genève, Petit Palais).